# Miguel Batista
Miguel Batista (Santo Domingo, 19 de fevereiro de 1971) é um ex-jogador profissional de beisebol dominicano.

## Carreira
Miguel Batista foi campeão da World Series 2001 jogando pelo Arizona Diamondbacks. Na série de partidas decisiva, sua equipe venceu o New York Yankees por 4 jogos a 3.